# Sant Romà de les Arenes
Sant Romà de les Arenes o Sant Romà de Sidillà (o Sant-romans o Sant Romanç) és una església preromànica del municipi de Foixà (Baix Empordà). Està situat en l'extrem sud del poblat de Sidillà. És una obra inclosa en l'Inventari del Patrimoni Arquitectònic de Catalunya.

## Descripció
L'església preromànica de Sant Romà és una de les poques restes visibles del poble, segurament d'origen alt medieval, que quedà soterrat per les arenes fixades per pins, prop del riu Ter El poblat i la parròquia de Sidillà, són documentats el segle xii i XIV com a possessions del Bisbat de Girona. No se sap el moment en què van quedar abandonats. Caldria una campanya d'excavacions per precisar-ho.
L'església de sant Romà, cegada també per les arenes fins fa pocs anys, és de petites dimensions, té una sola nau amb un arc toral i absis trapezoïdal i coberta amb volta de canó de ferradura incipient. La porta d'accés al mur S i una altra, de molt petita al N posseeixen també l'arc de lleugera ferradura. Les finestres són força deteriorades. En època posterior s'obrí una porta a la façana W amb muntants de carreus irregulars. L'aparell és petit i irregular i només a les cantonades i als muntants de les obertures apareixen lloses una mica més grans, a la nau trobem també opus spicatum. A l'interior, dos murets o basaments de pedra, perpendiculars a cada mur de la nau i que deixen un pas entre ells han fet pensar als historiadors que feien funció de tancament del presbiteri.
Les opinions són diverses quant a datació de l'edifici: Joan Badia i Homs el situa entre els segles vii i viii, Xavier Barral i Eduard Junyent el consideren del segle x. La manca de documentació i una excavació sistemàtica fan difícil donar-ne la cronologia. El que és cert, però, és que es tracta d'un edifici anterior al romànic.
A 100 metres al nord hi ha part de l'antiga església de Sant Sebastià de les Arenes, que va aprofitar un monument funerarai de l'època romana.

## Història
És un temple preromànic, probablement dels segles X-XI; tanmateix, no apareix documentat fins als segles xiii i xiv, època final del poblat de Sidillà, que quedà abandonat a partir d'aleshores. L'estiu del 1973 uns estudiants van netejar parcialment l'interior, i el 1983 el Servei de Restauració de Monuments de la Diputació de Girona va portar a terme obres de desenrunament i consolidació. Durant les excavacions que es van fer l'any 2015, es van descobrir dos esquelets enterrats relativament recents sense cranis, ni extremitats, ni taüt.

## Galeria d'imatges

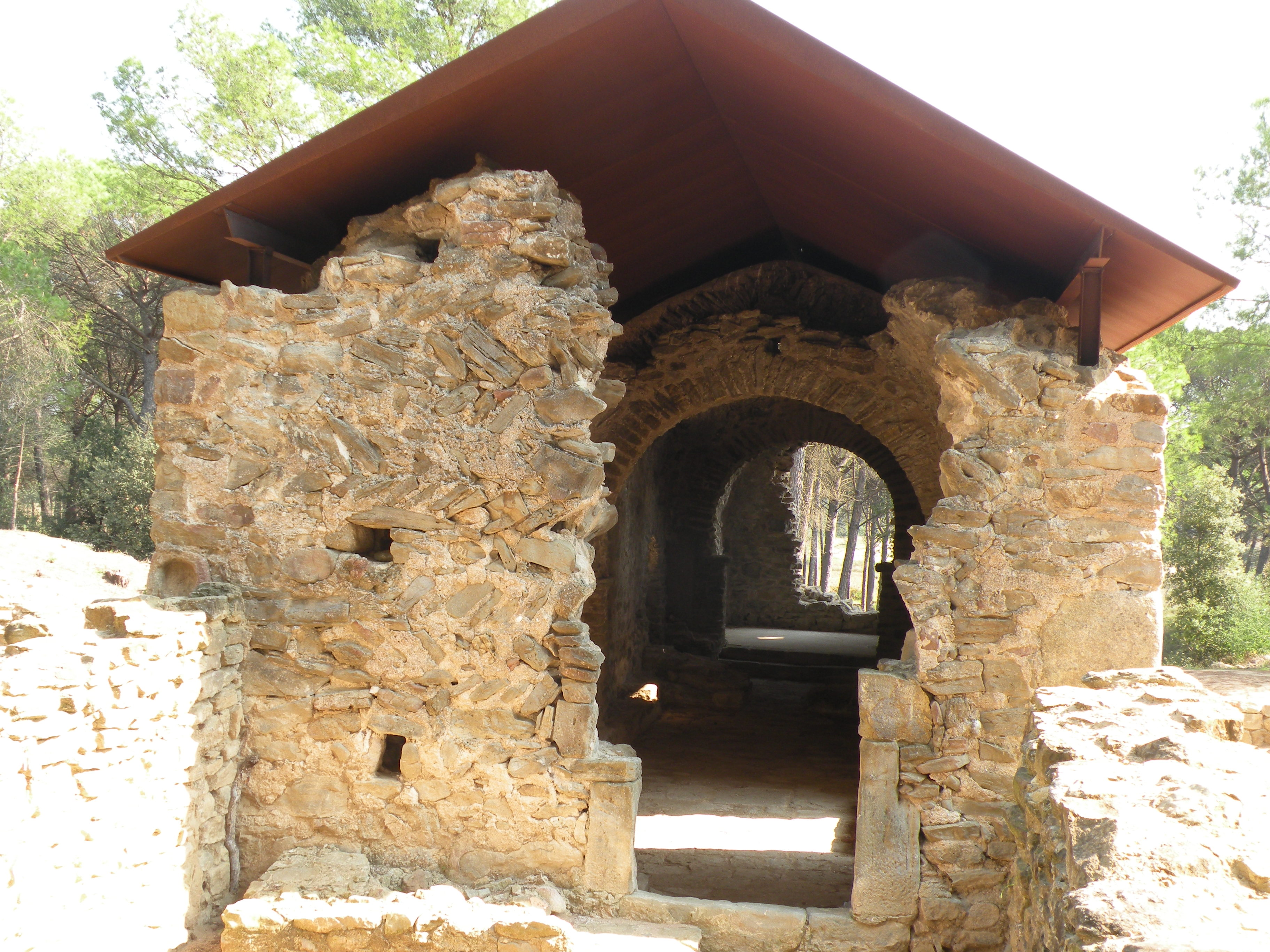
Entrada principal
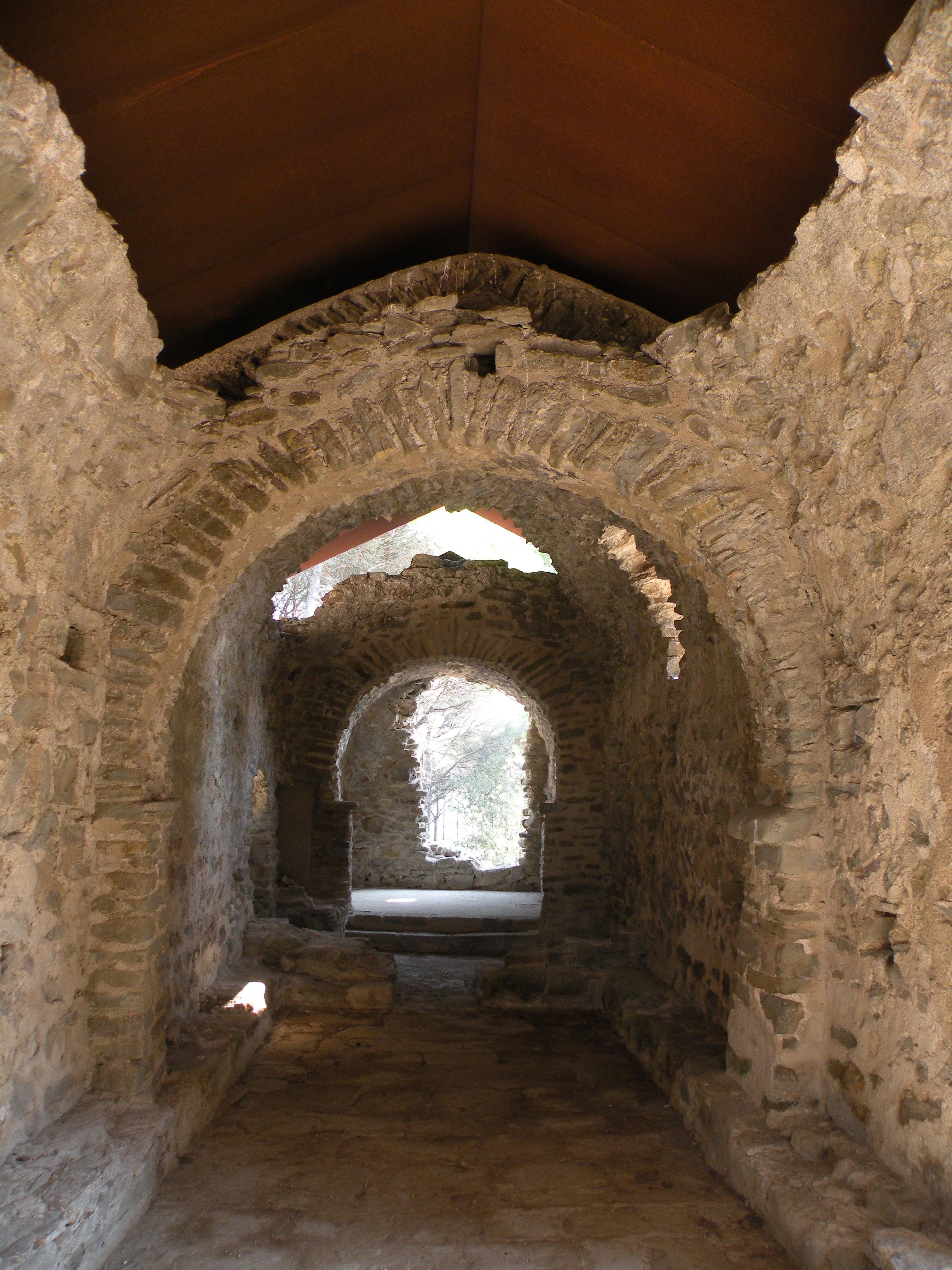
Interior des de la porta principal
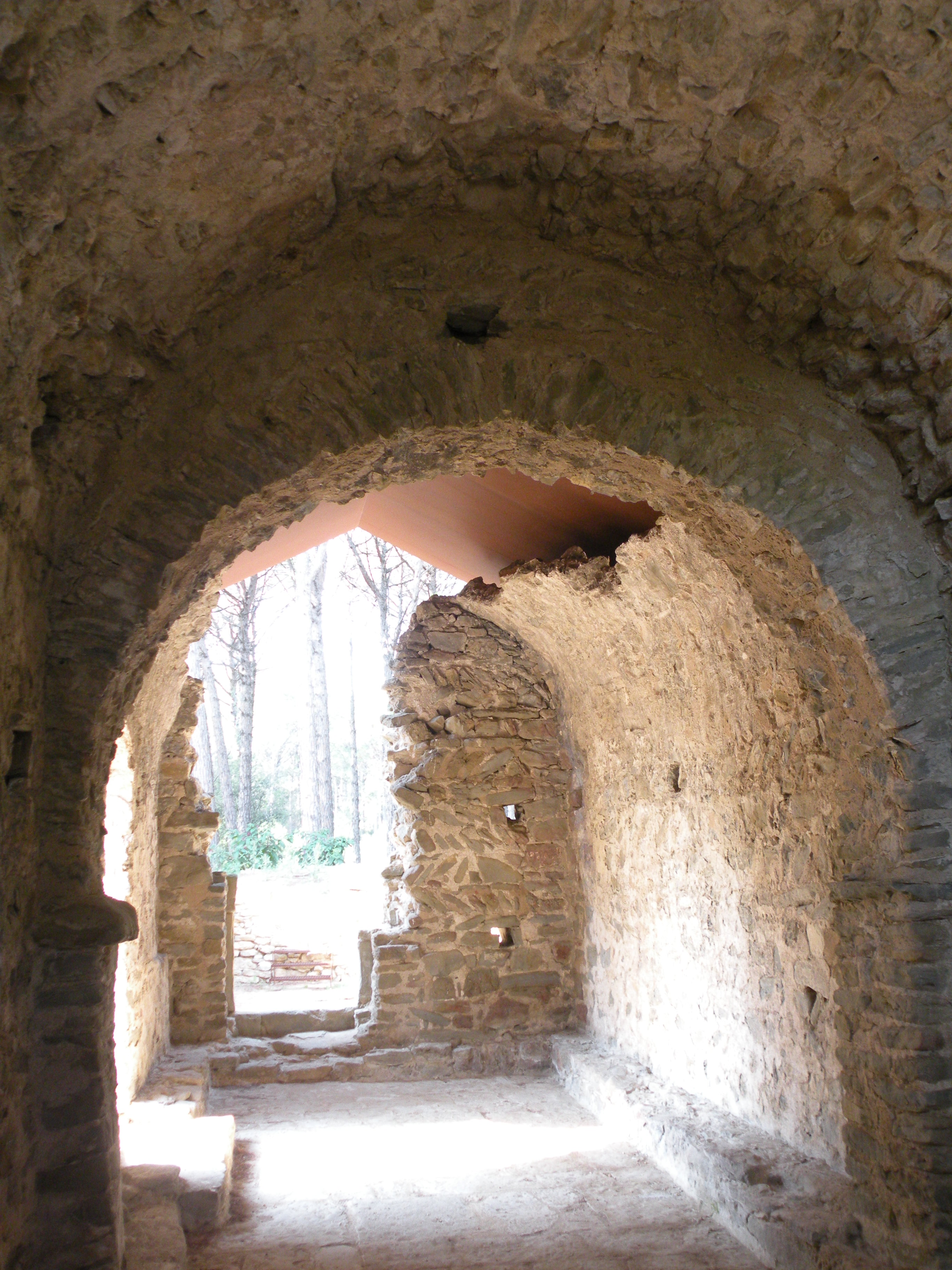
Interior amb la porta principal al fons